# Sandö, Nagu
Sandö är en ö i Finland. Den ligger i Skärgårdshavet i kommundelen Nagu i Pargas stad i den ekonomiska regionen  Åboland i landskapet Egentliga Finland, i den sydvästra delen av landet. Ön ligger 12 kilometer öster om Nagu kyrka, 32 kilometer söder om Åbo och omkring 160 kilometer väster om Helsingfors. Närmaste allmänna förbindelse är förbindelsebryggan vid Pensar som trafikeras av M/S Nordep.
Öns area är 3,78 kvadratkilometer och dess största längd är 4,7 kilometer i sydväst-nordöstlig riktning. Ön höjer sig omkring 40 meter över havsytan.